# Karel Hartmann
Karel Hartmann, född 6 juli 1885 i Trhové Dušníky, Böhmen, Österrike-Ungern, död 16 oktober 1944 i Auschwitz, Generalguvernementet, Polen, var en tjeckoslovakisk ishockeyspelare. Han blev olympisk bronsmedaljör i Antwerpen 1920.

## Meriter
- OS-brons 1920